# Magyary János
Magyary János (Szempc (Pozsony megye), 1765. június 24. – Szered, 1810. június 29.) római katolikus esperes-plébános.

## Életútja
A teológiát 1783-tól Nagyszombatban, 1784. június 1-jétől Pozsonyban hallgatta. 1788-ban fölszenteltetett. Segédlelkész volt Ipolyságon. 1794. december 11-én Félen (Pozsony megye) lett plébános. Innét 1802-ben Szeredre helyezték. 1806-tól egyszersmind alsó-szempci kerületi alesperes volt.

## Művei
- Egyházi beszéd, melyet híveihez mondott ... IX. Februariusban 1806. Pozsony.
- A magyar nemes felkelő sereghez serkentő versek. 1809. Nagyszombat.